# Opius gracielae
Opius gracielae är en stekelart som beskrevs av De Santis 1982. Opius gracielae ingår i släktet Opius och familjen bracksteklar. Inga underarter finns listade i Catalogue of Life.